# 1740 у науці
У 1740 році в науці й техніці відбулися такі важливі події.

## Математика
- Жан Поль де Гуа публікує свою роботу з аналітичної геометрії, Usages de l'analyse de Descartes pour découvrir, sans le secours du calcul differentiel, les propriétés, ou affections principales des lignes géométriques de tous les ordres[sic], в якій застосував метод, завдяки якому без допомоги диференціального обчислення можна знайти дотичні, асимптоти, а також різні особливі точки алгебраїчної кривої.

## Металургія
- Бенджамін Гантсман розробляє техніку виробництва тигельної сталі в Хендсворті, Англія.[1]

## Фізика
- Жак-Бартелемі Мікелі дю Крест створює спиртовий термометр, використовуючи дві фіксовані точки: 0 для «температури землі» на основі печери в Паризькій обсерваторії та 100 для тепла киплячої води.[2]
- Емілі дю Шатле публікує Institutions de Physique, включаючи демонстрацію того, що енергія рухомого об’єкта пропорційна квадрату його швидкості (Ek = 1⁄2mv²).
- Луї Бертран Кастель видає в Парижі «L'Optique des couleurs», включно зі спостереженням про те, що кольори білого світла, розділеного призмою, залежать від відстані від призми.

## Технології
- Генрі Гіндлі з Йоркширу винаходить пристрій для нарізання зубців годинникових колес.[3]

## Нагороди
- Медаль Коплі: Олександр Стюарт.[4]

## Народились
- 17 лютого — Орас Бенедикт де Соссюр (помер 1799), женевський піонер альпійських досліджень.
- 7 березня — Бальтазар Жорж Саже (помер 1824), французький хімік і мінералог.
- 21 березня — Франческо Луїні (помер 1792), італійський математик.
- 28 березня — Джеймс Смолл (помер 1793), шотландський винахідник.
- 27 червня — Джон Летем (помер 1837), англійський лікар і натураліст, «дід австралійської орнітології».
- 1 липня — Франц Йозеф Мюллер (помер 1825), австрійський мінералог і відкривач телуру.
- 26 серпня — Жозеф Мішель Монгольф'є (помер 1810), французький піонер-повітряник.
- 29 вересня — Томас Персіваль (помер 1804), англійський лікар-реформатор і медичний етик.
- 24 грудня — Андерс Йохан Лекселл (помер 1784), фінсько-шведський астроном і математик.
- Вільям Смеллі (помер 1795), шотландський натураліст і енциклопедист.

## Померли
- 23 березня — Улоф Рудбек (нар. 1660), шведський натураліст.
- 22 червня — Хауме Сальвадор і Педроль (нар. 1649), іспанський ботанік і аптекар.